# Konsulat RP w Pittsburghu
Konsulat RP w Pittsburghu (Consulate of the Republic of Poland in Pittsburgh) – polska placówka konsularna działająca w okresie między- i powojennym w Pittsburghu.
Urząd powołano w 1920 w Pittsburghu w randze Wicekonsulatu RP, któremu następnie podniesiono rangę do Konsulatu i który działał do 1945. W tymże 1945, reaktywowany jako Konsulat PRL, zaś po kilku latach działalności zamknięty.

## Siedziba
Konsulat mieścił się przy 217 N. Craig St. (1920-1923), i 249 N. Craig St. (1923-1945).

## Konsulowie
- 1920-1926[2] – dr Kazimierz Kurnikowski, konsul/konsul gen. (1885-1965)
- 1926[1]-1932 – dr Artur Marian Ocetkiewicz, konsul (1888-)
- 1932-1933 – dr Jan Lech Byszewski, konsul (1893-1963)
- 1933-1935 – Jerzy Matusiński, konsul gen. (1890-1939)
- 1935-1938 – dr Karol Ripa, konsul gen. (1895-1983)
- 1938-1945 – Heliodor Sztark, konsul gen. (1886-1969)

- 1945-1947 – Roman Kwiecień, p.o. kier. konsulatu
- 1948-1949 – Zygmunt Fabisiak, konsul (1912-1981)